# Седзикувна, Данута
Дану́та Еле́на Седзикувна (Седзиковна) (пол. Danuta Helena Siedzikówna, псевдоним: И́нка; 3 сентября 1928, Ольховка/Гущевина около Наревки, Польша — 28 августа 1946, Гданьск) — медицинская сестра в Армии Крайовой в 1943—1946. Участвовала в борьбе против нацистов, затем против коммунистических властей ПНР. В 1946 году гданьский суд приговорил несовершеннолетнюю Дануту к расстрелу.

## Биография
Данута Седзикувна была дочерью лесника Вацлава Сидика и Евгении, урождённой Тиминской. У неё было две сестры, Веслава и Ирина. Она получила образование в общеобразовательной школе в Наревке.
Во время войны отец 10 февраля 1940 года был вывезен Советским Союзом в лагерь на Восток. После освобождения он поступил в Армию Андерса. Умер 6 июня 1943 года в Тегеране. Её мать сотрудничала с Армией Крайовой, была арестована гестапо в ноябре 1942 года и в сентябре 1943 расстреляна в лесу под Белостоком. Сын сестры Вацлава, Павел Гур, после окончания авиационной школы в Дублине принял участие в Битве за Британию. После того, как самолёт был сбит, он попал в немецкий плен. После окончания войны жил в Линкольн, Англии, где он умер 7 сентября 1994 года.
Во время войны Данута Седзикувна училась в школе сестёр салезианкок в селе Рожанусток у города Домброва-Бялостоцка. В декабре 1943 года вместе с сестрой Веславой вступила в Армию Крайову, где проходила медицинскую подготовку. После перехода фронта с октября 1944 года работала в лесничестве Хайнувка. Вместе с другими сотрудниками лесного хозяйства она была арестована в июне 1945 года за сотрудничество с антикоммунистическим подпольем и приговорена к расстрелу.
Приговор был приведён в исполнение 28 августа 1946 года. Данута Седзикувна была расстреляна вместе с Феликсом Сельмановичем «Zagończyk» командиром расстрельного отряда подполковником был Франтишек Савицкого, в тюрьме на ул. Курковой в Гданьске в присутствии военного прокурора Виктора Сухоцкого и заместителя начальника тюрьмы в Гданьске Алоиза Новицкого. Согласно рассказу насильственного свидетеля казни, преподобного Мариана Прусака, последними словами «Инки» были: Да здравствует Польша! Да здравствует «Лупашко»!.
В период ПНР коммунистическая пропаганда называла «Инку» бандиткой. В изданной в 1969 году книге «Фронт без окопов» в соавторстве Яна Бобченко, бывшего начальника UBP в Косьцежине, утверждалось, что «Инка», изображаемая как человек с «садистской улыбкой», участвовала в казни офицеров UB в Старой Кишеве.
Приговор Дануте Седзикувне представлял собой судебное убийство. Постановлением от 10 июня 1991 года Воеводский суд в Гданьске в соответствии с положениями закона о признании недействительными решений, вынесенных в отношении репрессированных лиц за деятельность в пользу независимого существования польского государства, признал решение военного окружного суда, осудившего Дануту Седзикувну, недействительным.
Прокуроры Института Национальной Памяти направили обвинительное заключение против бывшего военного прокурора Вацлава Кржижановского (который обвинял «Инку» и требовал для неё смертной казни), обвинив его в причастности к коммунистическому судебному преступлению. Однако он был оправдан.

## Захоронение

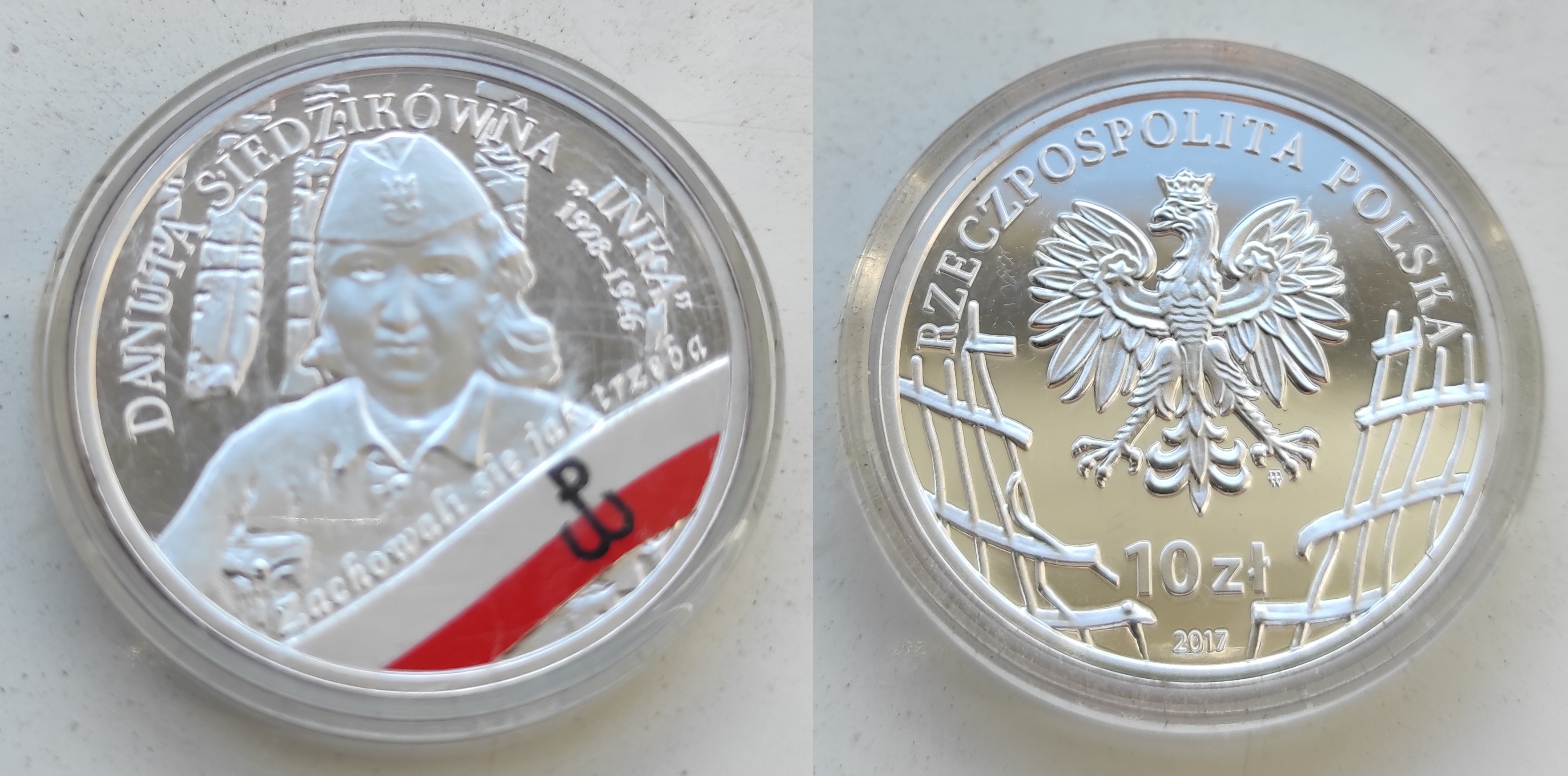

Место захоронения Дануты Седзикувны до 2014 года было неизвестно. В сентябре того же года в рамках работы группы по поиску неизвестных мест захоронения жертв коммунистического террора Института Национальной Памяти на Гарнизонном кладбище в Гданьске была обнаружена немаркированная могила, в которой, как предполагалось, покоились останки Дануты Седзикувны и расстрелянного вместе с ней Феликса Сельмановича. В отношении Дануты Седзикувны эта информация была окончательно подтверждена 1 марта 2015 года.

## Награды
- командорский крест ордена Возрождения Польши (11 ноября 2006 года, посмертно)[11]

## Ссылки

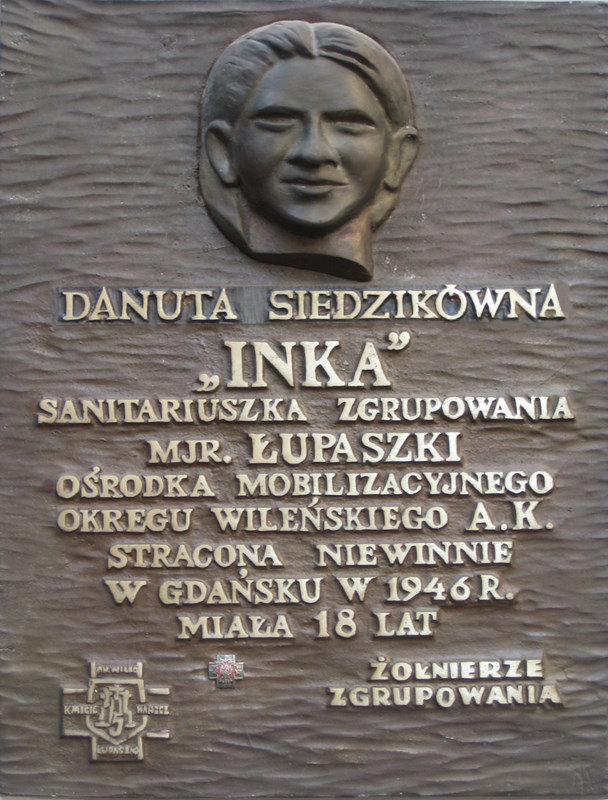
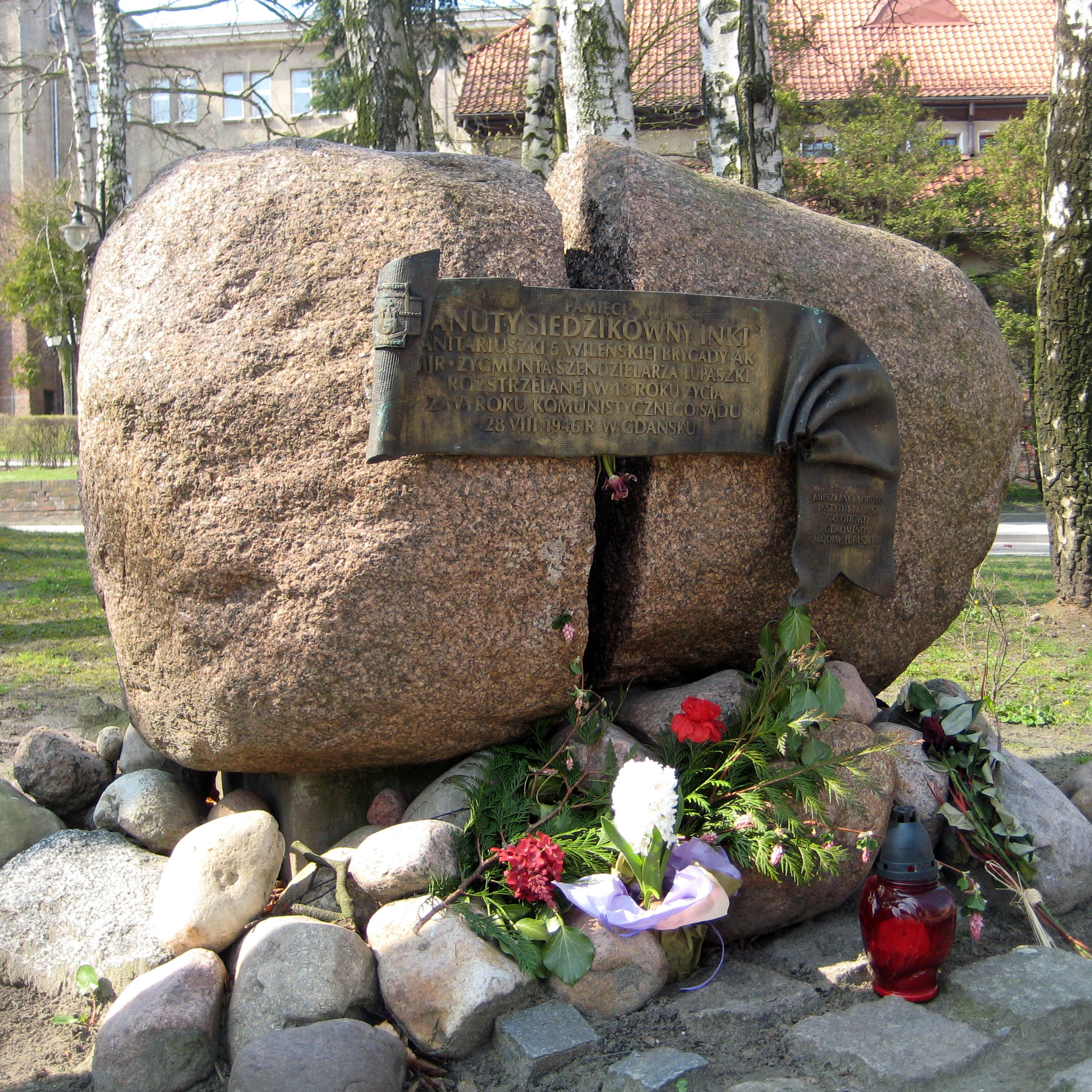
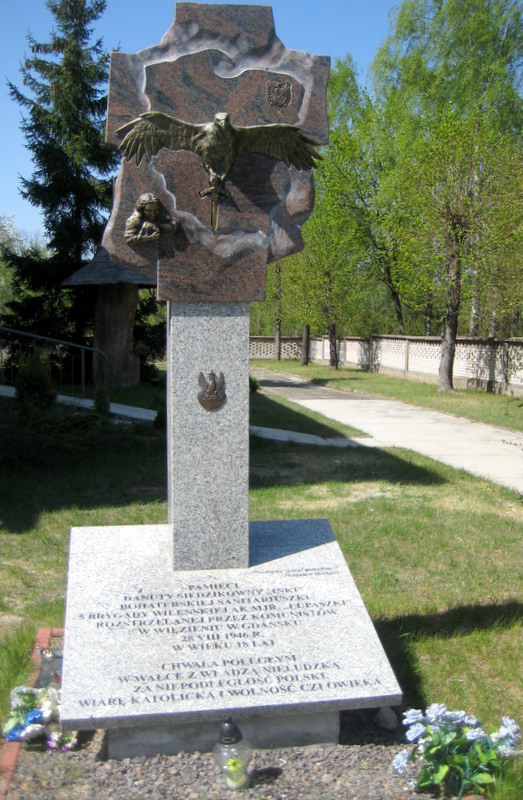
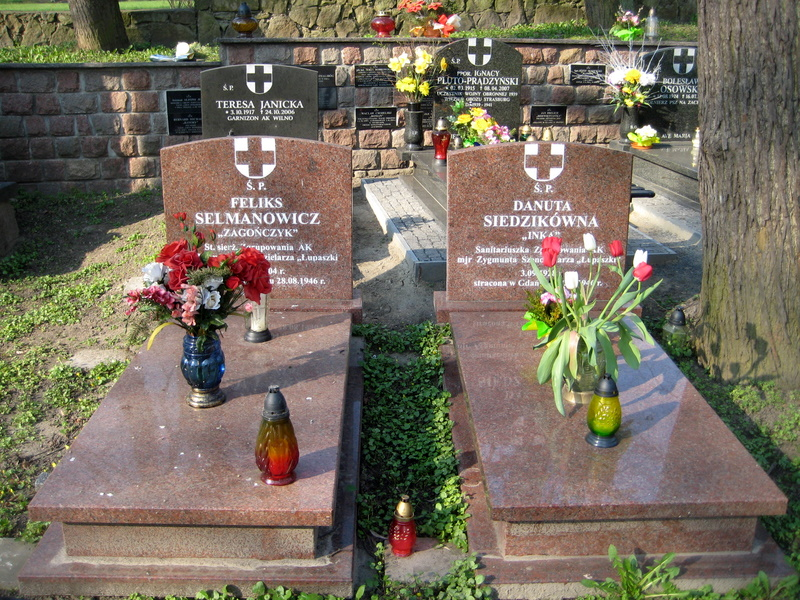
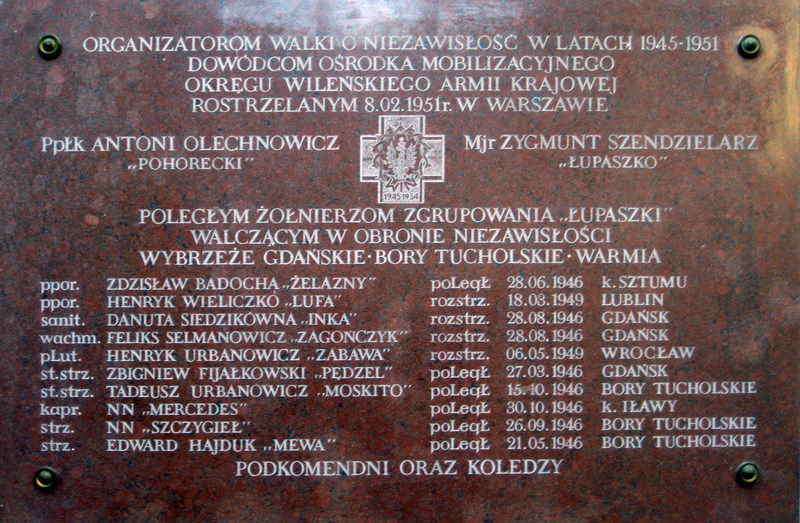
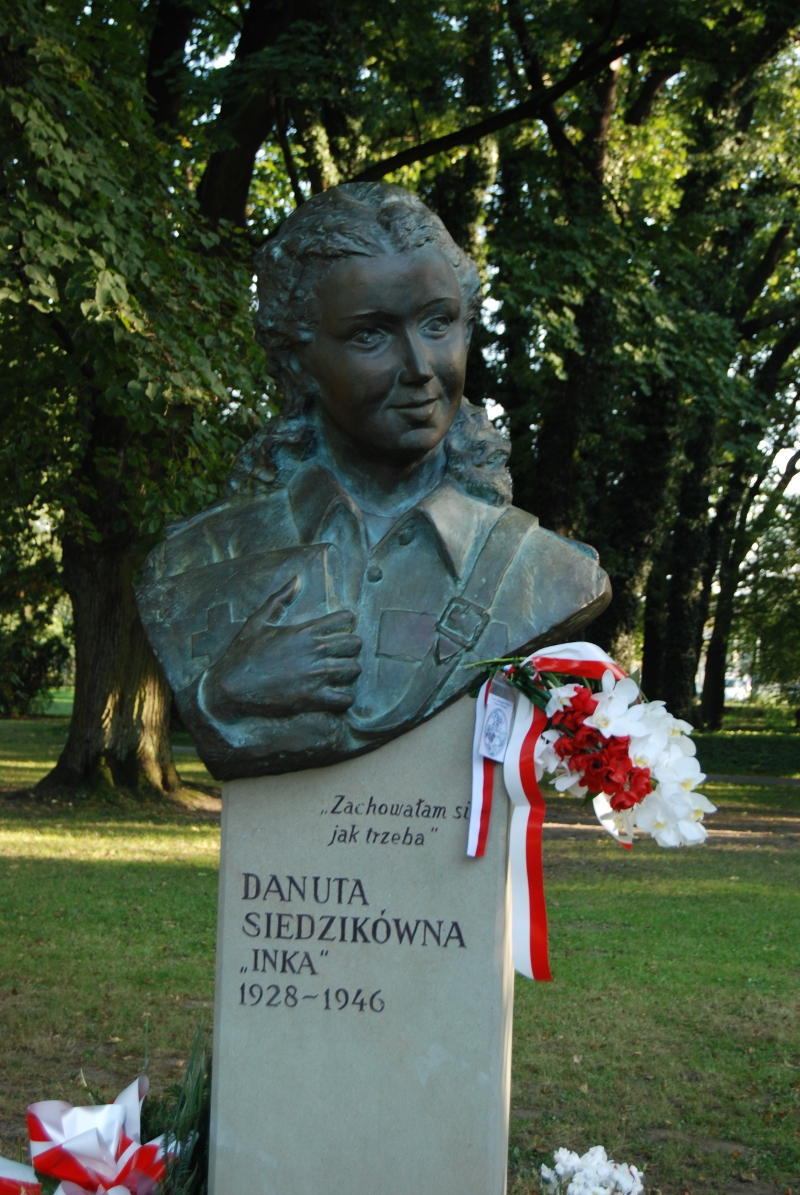